# 뱅커 (영화)
《뱅커》(The Banker)는 미국에서 제작된 조지 놀피 감독의 2020년 드라마 영화이다. 사무엘 L. 잭슨 등이 주연으로 출연하였고 은남디 아소무가 등이 제작에 참여하였다.
이 영화는 원래 12월 초 극장 한정 개봉 전에 2019년 11월 21일 AFI 페스트에서 초연하기로 했다. 초연 하루 전 애플 TV+는 페스티벌을 취소하고 개봉을 연기하였다.
2020년 3월 6일 극장에 한정 개봉되었다가 2020년 3월 20일 애플 TV+를 통해 디지털 스트리밍되었다.

## 출연

### 주연
- 사무엘 L. 잭슨
- 안소니 마키
- 니아 롱
- 니콜라스 홀트

### 조연
- 콤 미니
- 폴 밴 빅터

## 기타
- 사운드슈퍼바이저: 마티 D. 험프리
- 미술: 존 콜린스
- 의상: 에이에이샤 리